# Okręgowe rozgrywki w piłce nożnej woj. olsztyńskiego (1956)
Drużyny z województwa olsztyńskiego występujące w ligach centralnych i makroregionalnych:
- I liga – brak
- II liga – brak
- III liga – Kolejarz Olsztyn, Gwardia Olsztyn

Rozgrywki okręgowe:
- klasa A (IV poziom rozgrywkowy)
- klasa B - 2 grupy (V poziom rozgrywkowy)
- klasa C - 6 lub 7 grup (VI poziom rozgrywkowy)
- klasa W - podział na grupy (VII poziom rozgrywkowy)

W tym sezonie powstała klasa W (wiejska, rozgrywki prowadzone w poszczególnych powiatach). W trakcie sezonu stopniowo część zrzeszeniowych nazw klubów (Kolejarz, Ogniwo, Włókniarz, Budowlani, Spójnia i Sparta) była zmieniana na nazwy z sezonów 1945–1948 lub wymyślono całkiem nowe nazwy (Warmia i Mazury nie mają przedwojennych polskich tradycji piłkarskich). W związku z utworzeniem od następnego sezonu III ligi okręgowej, większość zespołów z klasy A awansowała do III ligi.

## Klasa A
| Poz. | Klub                             | M  | Pkt. |
| ---- | -------------------------------- | -- | ---- |
| 1    | Granica Kętrzyn                  | 22 | 42   |
| 2    | Ostródzianka Ostróda             | 22 | 38   |
| 3    | Sparta Olsztyn                   | 22 | 29   |
| 4    | Olsztynianka Olsztyn             | 22 | 22   |
| 5    | Kolejarz Iława                   | 22 | 20   |
| 6    | Kolejarz Olsztynek               | 22 | 19   |
| 7    | Drwęca Nowe Miasto Lubawskie (b) | 22 | 19   |
| 8    | Działdowianka Działdowo (b)      | 22 | 18   |
| 9    | Orzeł Kętrzyn (b)                | 22 | 17   |
| 10   | Pogoń Nidzica                    | 22 | 15   |
| 11   | Warmia II Olsztyn (b)            | 22 | 13   |
| 12   | Sparta Mrągowo                   | 22 | 12   |

- Olsztynianka Olsztyn wycofała się po sezonie

## Klasa B
- grupa I - awans: GWKS Ostróda, KS Ostróda, Pogoń Prabuty, Sokół II Ostróda
- grupa II - awans: Mewa Giżycko, Granica II Kętrzyn, OKS II Olsztyn, Podchorążak Szczytno